# Bistum Duluth
Das Bistum Duluth (lat.: Dioecesis Duluthensis, engl.: Diocese of Duluth) ist eine in den Vereinigten Staaten gelegene römisch-katholische Diözese mit Sitz in Duluth, Minnesota.

## Geschichte
Das Bistum Duluth wurde am 3. Oktober 1889 durch Papst Leo XIII. aus Gebietsabtretungen des Apostolischen Vikariates Nord-Minnesota errichtet und dem Erzbistum Saint Paul and Minneapolis als Suffraganbistum unterstellt.
Im September 2020 akzeptierte Papst Franziskus das Rücktrittsgesuch des designierten Ortsbischofs Michel Mulloy, nachdem diesem sexuelle Gewalt gegen einen Minderjährigen vorgeworfen worden war.

## Territorium
Das Bistum Duluth umfasst die im Bundesstaat Minnesota gelegenen Gebiete Aitkin County, Carlton County, Cass County, Cook County, Crow Wing County, Itasca County, Koochiching County, Lake County, Pine County und St. Louis County.

## Bischöfe von Duluth
- James McGolrick, 1889–1918
- John Timothy McNicholas OP, 1918–1925, dann Erzbischof von Cincinnati
- Thomas Anthony Welch, 1925–1959
- Francis Joseph Schenk, 1960–1969
- Paul Francis Anderson, 1969–1982
- Robert Henry Brom, 1983–1989, dann Koadjutorbischof von San Diego
- Roger Lawrence Schwietz OMI, 1989–2000, dann Koadjutorerzbischof von Anchorage
- Dennis Marion Schnurr, 2001–2008, dann Koadjutorerzbischof von Cincinnati
- Paul David Sirba, 2009–2019
  - Michel Mulloy (im Jahre 2020 ernannt und vor der Bischofsweihe zurückgetreten)
- Daniel Felton (seit 2021)